# Socket FM1
Socket FM1 — процессорный разъем, предназначенный для установки процессоров с микроархитектурой AMD Fusion. Конструктивно представляет собой ZIF-разъем c 905 контактами, который рассчитан на установку процессоров в корпусах типа PGA. Используется с 2011 года.
AMD выпустил несколько моделей представителей серий Athlon, A8, A6 и А4 для Socket FM1, однако вышедшие в 2012 году их последователи, на ядре под кодовым именем Trinity, уже не совместимы с этой платформой.

## Чипсеты
Для Socket FM1 выпущены следующие чипсеты AMD: A45, A50, A55, A60, A68, A70, A75, A85.

## Список процессоров
| Модель процессора | Число ядер/ потоков | Максимальная частота | Кэш L2 | Частота контроллера памяти | Модель видеоядра | TDP  |
| ----------------- | ------------------- | -------------------- | ------ | -------------------------- | ---------------- | ---- |
| A8-3870K          | 4/4                 | 3,0 Ггц              | 4Мб    | 1866 Мгц                   | Radeon 6550D     | 100W |
| A8-3850           | 4/4                 | 2,9 Ггц              | 4Мб    | 1866 Мгц                   | Radeon 6550D     | 100W |
| A6-3670K          | 4/4                 | 2,7 Ггц              | 4Мб    | 1866 Мгц                   | Radeon 6530D     | 100W |
| A6-3650           | 4/4                 | 2,6 Ггц              | 4Мб    | 1866 Мгц                   | Radeon 6530D     | 100W |
| A6-3500           | 3/3                 | 2,1 Ггц              | 3Мб    | 1866 Мгц                   | Radeon 6530D     | 65W  |
| A4-3400           | 2/2                 | 2,7 Ггц              | 1Мб    | 1600 Мгц                   | Radeon 6410D     | 65W  |
| A4-3300           | 2/2                 | 2,6 Ггц              | 1Мб    | 1600 Мгц                   | Radeon 6410D     | 65W  |
| ATHLON II X4 651  | 4/4                 | 3,0 Ггц              | 4Мб    | 1866 Мгц                   | ---              | 100W |
| ATHLON II X4 641  | 4/4                 | 2,8 Ггц              | 1Мб    | 1866 Мгц                   | ---              | 100W |